# Eurytoma strigifrons
Eurytoma strigifrons är en stekelart som beskrevs av Thomson 1876. Eurytoma strigifrons ingår i släktet Eurytoma och familjen kragglanssteklar. Arten är reproducerande i Sverige. Inga underarter finns listade i Catalogue of Life.